# Michael L. Eskew
Michael L. Eskew foi presidente e diretor executivo da United Parcel Service (UPS), de 2002 a 2007.